# Isla Astrolabe

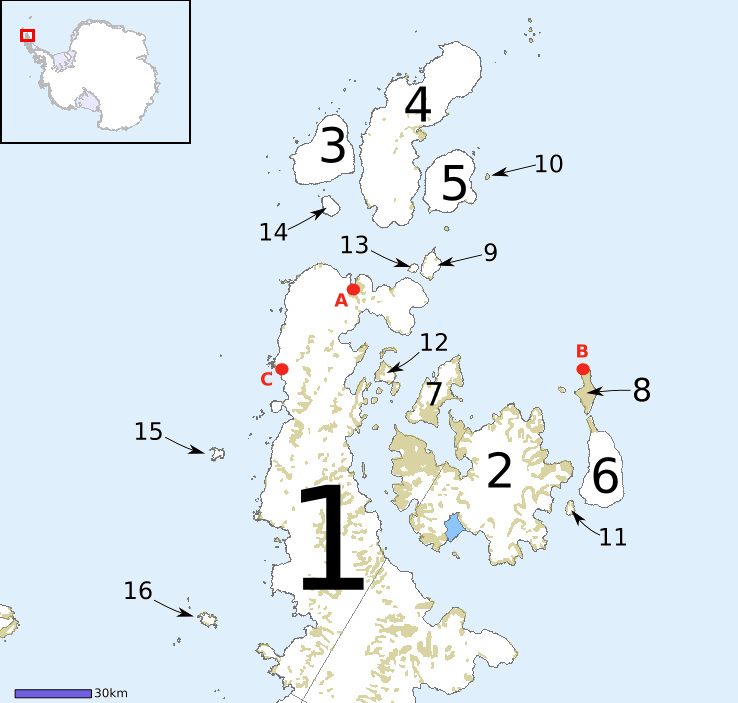
Mapa de la punta de la península Antártica, mostrando la isla Astrolabe (15).

La isla Astrolabe o isla Astrolabio es una isla de 5 km de largo localizada en el estrecho de Bransfield (o mar de la Flota), frente al noroeste de la península Trinidad (o Luis Felipe), punta de la península Antártica. Se halla a 23 km al noroeste del cabo Ducorps. 
No debe confundirse con el islote Astrolabe ubicado en el estrecho de Gerlache.
Los accidentes geográficos de la isla recibieron nombres en idioma búlgaro. La altura máxima de la isla alcanza los 562 m s. n. m. en el pico Rogach, una montaña cubierta de hielo que recibió su nombre por un establecimiento del sur de Bulgaria. El pico Rogach se halla a 2,28 km noreste de punta Sherrell, y a 1,9 km al sursudeste del pico Drumohar.
La punta Raduil es el extremo noroeste de la isla.

## Historia
La isla fue descubierta y cartografiada en 1838 por la Expedición Antártica Francesa al mando del capitán Jules Dumont D'Urville, quien la denominó Île de l'Astrolabe, por el nombre del barco insignia de la expedición, la fragata Astrolabe.
La isla fue fotografiada desde el aire por una expedición británica en 1956-1957.

## Reclamaciones territoriales
Argentina incluye a la isla en el departamento Antártida Argentina dentro de la provincia de Tierra del Fuego, Antártida e Islas del Atlántico Sur; para Chile forma parte de la comuna Antártica de la provincia Antártica Chilena dentro de la Región de Magallanes y de la Antártica Chilena; y para el Reino Unido integra el Territorio Antártico Británico. Las tres reclamaciones están sujetas a las disposiciones del Tratado Antártico.
Nomenclatura de los países reclamantes: 
- Argentina: isla Astrolabe
- Chile: Isla Astrolabio
- Reino Unido: Astrolabe Island